# Petar Čobanković
Petar Čobanković (Ilok, 29. siječnja 1957.), hrvatski političar, bivši ministar regionalnog razvoja, šumarstva i vodnog gospodarstva.
Po struci je diplomirani inženjer poljoprivrede. Od 2000. do 2001. bio je župan Vukovarsko-srijemske županije. U razdoblju od 2003. do 2008. obnašao dužnost ministra poljoprivrede, šumarstva i vodnog gospodarstva. 12. siječnja 2008. imenovan ministrom regionalnog razvoja, šumarstva i vodnog gospodarstva.

## Politička karijera
Početkom demokratskih promjena, Čobanković se prvo priključio Hrvatskoj kršćansko-demokratskoj stranci. 2001. postao je vukovarsko-srijemski župan. U unutarstranačkom sukobu između Ive Sanadera i Ivića Pašalića izabrao Sanaderovu stranu, a nakon što je potkraj 2003. HDZ pobijedio na izborima, Čobanković postaje ministar.
- 2009. Potpredsjednik Hrvatske Demokratske Zajednice
- 2003. Član Predsjedništva Hrvatske Demokratske Zajednice
- 2002. Predsjednik ŽO HDZ-a Vukovarsko – srijemske županije
- 1993. – 2001. Član Županijskog odbora HDZ-a

## Mandati
- 2009. Ministar poljoprivrede,ribarstva i ruralnog razvoja
- 2008. – 2009. Ministar regionalnog razvoja,šumarstva i vodnog gospodarstva
- 2003. – 2008. Ministar poljoprivrede, šumarstva i vodnog gospodarstva
- 2000. – 2001. Župan Vukovarsko-srijemske županije
- 1997. – 2000. Saborski zastupnik Županijskog doma Hrvatskog Državnog Sabora

## Ministar poljoprivrede
Kao ministar poljoprivrede, zatim regionalnog razvoja te potpredsjednik u HDZ-ovim Vladama Ive Sanadera i Jadranke Kosor osuđen je vezano uz aferu Planinska. Čobanković se nagodio s USKOK-om, priznao krivnju za kazneno djelo koje mu se stavljalo na teret i za štetu od 30 milijuna kuna   dobio samo jednogodišnju kaznu zatvora koja je zamijenjena radom za opće dobro. Odradio je kaznu kao pomoćni radnik u Pučkoj kuhinji Caritasa Đakovačko-osječke nadbiskupije u Osijeku.

## Ukidanje saborskog imuniteta
Državno odvjetništvo Republike Hrvatske podnijelo je Hrvatskom saboru zahtjev za odobrenje pokretanja kaznenog postupka protiv trećeokrivljenog Petra Čobankovića, HDZ-ovog zastupnika u Hrvatskom saboru. 
Mandatno-imunitetno povjerenstvo prihvatilo je ostavku HDZ-ovog saborskog zastupnika Petra Čobankovića koju je dao nakon priznanja krivnje i nagodbe u aferi Planinska. Čobanković je ostao bez imuniteta zbog slučaja Planinska, za ukidanje imuniteta u Saboru bilo je 95 zastupnika, a protiv je bila samo Nevenka Bečić.

## Poveznice
- Vlada Republike Hrvatske
- Ministarstvo poljoprivrede, ribarstva i ruralnog razvoja

## Vanjske poveznice
- http://www.dorh.hr[neaktivna poveznica]
- http://www.sabor.hr
- Mandatno-imunitetno povjerenstvo Arhivirana inačica izvorne stranice od 5. ožujka 2014. (Wayback Machine)